# Ikromżon Chadżymurodow
Ikromżon Chadżymurodow (ros. Икромжон Хаджимуродов; ur. 1999) – kirgiski zapaśnik walczący w stylu wolnym. Zajął 30. miejsce na mistrzostwach świata w 2023 roku.
Brązowy medalista mistrzostw Azji w 2021. Trzeci na mistrzostwach Azji U-23 w 2022, a także juniorów w 2019 roku.